# Черчтаун (Пенсільванія)
Черчтаун (англ. Churchtown) — переписна місцевість (CDP) в США, в окрузі Ланкастер штату Пенсільванія. Населення — 417 осіб (2020).

## Географія
Черчтаун розташований за координатами 40°8′14″ пн. ш. 75°57′27″ зх. д. / 40.13722° пн. ш. 75.95750° зх. д. (40.137301, -75.957503).  За даними Бюро перепису населення США в 2010 році переписна місцевість мала площу 4,92 км², з яких 4,88 км² — суходіл та 0,04 км² — водойми.

## Демографія
Згідно з переписом 2010 року, у переписній місцевості мешкало 470 осіб у 148 домогосподарствах у складі 126 родин. Густота населення становила 96 осіб/км².  Було 155 помешкань (32/км²).
Расовий склад населення:
| - 98,5 % — білих - 1,1 % — корінних американців |

До двох чи більше рас належало 0,4 %. Частка іспаномовних становила 0,6 % від усіх жителів.
За віковим діапазоном населення розподілялося таким чином: 30,4 % — особи молодші 18 років, 53,0 % — особи у віці 18—64 років, 16,6 % — особи у віці 65 років та старші. Медіана віку мешканця становила 33,1 року. На 100 осіб жіночої статі у переписній місцевості припадало 96,7 чоловіків;  на 100 жінок у віці від 18 років та старших — 91,2 чоловіків також старших 18 років.
Середній дохід на одне домашнє господарство  становив 89 391 долар США (медіана — 70 000), а середній дохід на одну сім'ю — 77 502 долари (медіана — 59 891). 
Цивільне працевлаштоване населення становило 261 особа. Основні галузі зайнятості: будівництво — 34,1 %, мистецтво, розваги та відпочинок — 14,9 %, роздрібна торгівля — 13,4 %.